# Aragallus verticillaris
Aragallus verticillaris là một loài thực vật có hoa trong họ Đậu. Loài này được (DC.) Greene mô tả khoa học đầu tiên năm 1897.